# Taryn Thomas
Taryn Thomas (ur. 27 maja 1983 w Jersey City) – amerykańska aktorka i reżyserka filmów pornograficznych.

## Życiorys

### Wczesne lata
Urodziła się i dorastała w Jersey City w stanie New Jersey. W wieku 12 lat przeprowadziła się do Phoenix w Arizonie.

### Kariera
Mając 18 lat zaczęła pracować jako internetowa modelka softcore dla Lightspeed Media. Po raz pierwszy wzięła udział w nagraniu sceny pornograficznej w jednej z produkcji Hustlera. Zdjęcia były kręcone na Hawajach w październiku 2004, jednak sama Taryn Thomas nie pamiętała dokładnie tytułu filmu. W 2004 pomogła dostać się do branży porno swojej najlepszej przyjaciółce Alektrze Blue.
Po przyjeździe do Kalifornii nagrała swój drugi film. Nosił on tytuł 12 on 1 #2, a zdjęcia były kręcone w grudniu 2004 w Los Angeles. Obok Taryn Thomas wystąpiły w nim Penny Flame, Sandra Romain i Melissa Lauren. 
Kolejny film z udziałem Taryn Thomas nosił tytuł Double Cum Cocktails 2. Był to zarazem pierwszy film, w którym pojawiła się na okładce. W ciągu pierwszych ośmiu miesięcy w branży zagrała w ponad 40. filmach pornograficznych. 
28 maja 2005 w produkcji Fuck Dolls 5 po raz pierwszy wystąpiła w scenie podwójnej penetracji, a partnerowali ją Manuel Ferrara i Michael Stefano.
W 2006 roku nominowana do nagrody AVN Awards w kategorii "Najlepsza nowa gwiazdka". Wycofała się z branży pornograficznej, by studiować kosmetologię, ale powróciła do gry w filmach w maju 2007 roku.

## Nagrody
- 2006: 10th Annual CAVR Awards – Nominacja – Gwiazdka roku[4]
- 2006: F.A.M.E. Awards – Sprośna dziewczyna w porno[8][9]
- 2006: NightMoves Award – Najlepsza gwiazdka wg redakcji[10]